# General Motors
A General Motors Company (GM) é uma empresa multinacional estadunidense de fabricação automotiva com sede em Detroit, Michigan, Estados Unidos. É a maior fabricante de automóveis com sede nos EUA e uma das maiores indústrias automobilísticas do mundo. Foi a maior montadora do mundo por 77 anos consecutivos, de 1931, quando ultrapassou a Ford Motor Company, até 2008, quando foi superada pela Toyota. A General Motors está classificada em 25º lugar no ranking Fortune 500 das maiores corporações dos Estados Unidos por receita total.
A empresa se originou de uma holding da Buick, estabelecida em 16 de setembro de 1908 por William C. Durant, o maior vendedor de veículos puxados a cavalo na época. A entidade atual foi criada em 2009 após a reorganização do Capítulo 11 do Título 11 do Código dos Estados Unidos.
A empresa possui fábricas em oito países. Suas quatro principais marcas de automóveis são Chevrolet, Buick, GMC e Cadillac. Também detém participações nas marcas chinesas Wuling Motors e Baojun, bem como DMAX através de joint ventures. A BrightDrop é o serviço focado no setor de entregas, enquanto a GM Defense produz veículos militares para o Departamento de Defesa e o Departamento de Estado dos Estados Unidos. A OnStar fornece segurança de veículos, segurança e serviços de informação, ao passo que a ACDelco é a divisão de autopeças da empresa e a GM Financial a de financiamentos. A empresa está desenvolvendo carros autônomos por meio de sua participação majoritária na Cruise.
A GM pretende encerrar a produção e as vendas de veículos que usam motores de combustão interna, incluindo veículos híbridos e híbridos plug-in, até 2035, como parte de seu plano para alcançar a neutralidade de carbono até 2040. A GM oferece mais veículos flex, que podem operar com etanol E85 ou gasolina, ou qualquer mistura de ambos, do que qualquer outra montadora.

## História

### Origem

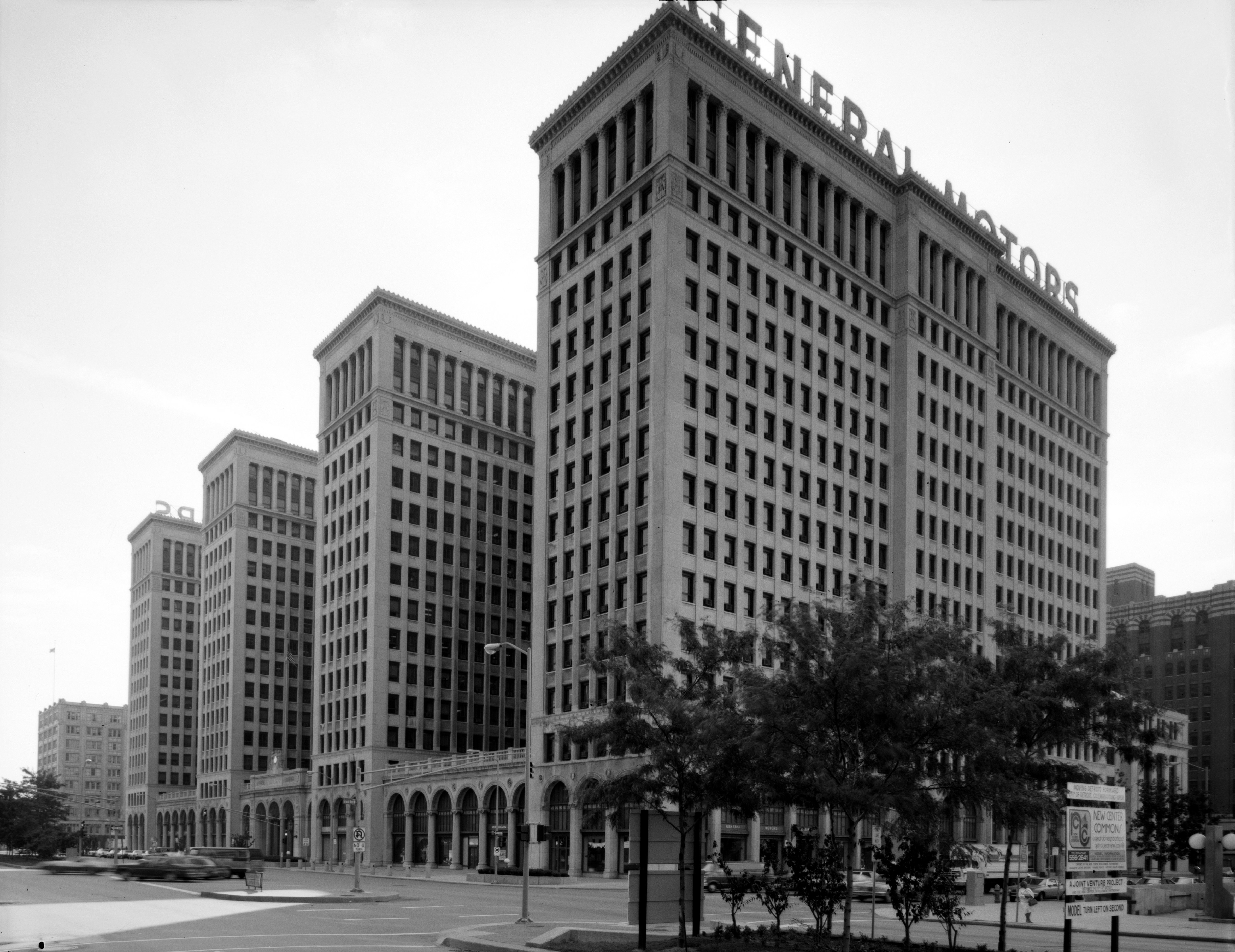
Sede da GM de 1923 até 1996.

A montadora de automóveis norte-americana foi fundada em 1908 sendo na altura a empresa proprietária da Buick. No ano seguinte a GM adquiriu as marcas Cadillac, Oldsmobile, Pontiac e a Chevrolet, totalizando mais de 30 empresas até 1930. Em 1923, Alfred Sloan Jr assumiu a presidência do grupo, na altura responsável pela comercialização de 10% no mercado americano. Quando saiu, em 1956 a GM era já a maior montadora de automóveis do mundo.
Na década de 1920, a GM comprou a empresa de carros Yellow Coach, que produzia os populares carros amarelos americanos. Nos anos 1920 e 1930, a GM expandiu-se para a Europa, principalmente para a Alemanha, o que lhe valeu acusações, após o final da Segunda Guerra Mundial, de ter fabricado caminhões que contribuíram para a formação da frota militar nazista. No entanto, os negócios acabaram quando os EUA entraram na guerra contra a Alemanha, em 1941. Durante a guerra, a GM converteu quase todas as suas fábricas para a construção de material bélico. Após o fim da guerra, a produção de automóveis da empresa cresceu muito, com uma série de novos modelos das diferentes marcas do grupo, melhorados por várias inovações técnicas e de design.
No início da década de 1970, a GM lançou um ambicioso programa tendo em vista a remodelação de todos os seus produtos para que se tornassem mais económicos. Assim, os carros passaram a ser mais leves e menores, sem prejuízo do conforto. Em 1984, a GM associou-se à Toyota para produzir um pequeno carro, o Chevrolet Nova, que foi lançado no mercado em 1985. Foi uma aliança até então inédita entre uma firma americana e outra japonesa. Em 1996, a GM foi a primeira montadora a produzir um automóvel elétrico em escala, o EV1. Em 30 de junho de 2006, a General Motors, anunciou que deseja fazer uma aliança com a Renault-Nissan.
Posteriormente a GM entrou em uma fase bastante difícil, em termos mundiais, tendo tido seguidos anos de prejuízo e várias fábricas fechadas devido à produção de veículos que consomem muito combustível, incompatíveis com a forte alta do preço do petróleo. A situação foi agravada após o advento da Grande Recessão.
Atualmente a montadora tem redirecionado parte de seus recursos para investir em plataformas de transporte compartilhadas, como o carsharing, através da empresa Maven.

### Crise de 2008
A Grande Recessão piorou a já crítica situação da empresa, que teve que recorrer à ajuda governamental. A GM recebeu 13,4 bilhões de dólares no final de 2008 para resolver seu problema de liquidez. Assim como a Chrysler, obteve empréstimos do governo dos Estados Unidos, do Canadá e da província de Ontario para evitar a possível falência, em razão da recessão do final dos anos 2000, da alta dos preços do petróleo e da própria crise do setor automobilístico de 2008-2009.
Em 20 de fevereiro de 2009, a divisão Saab da GM apresentou um pedido de concordata a um tribunal da Suécia, para se reorganizar financeiramente e evitar uma futura falência, depois de ter fracassado na tentativa de obter empréstimos do governo sueco.
Ainda no contexto de combate aos efeitos da crise financeira mundial, a General Motors anunciou o encerramento da marca Pontiac. O processo de descontinuação da marca deverá ser concluído até o fim de 2010. A General Motors ainda anunciou que até o fim de 2009, será definido o destino de outras marcas do grupo, como Hummer, Saab e Saturn, que devem ser vendidas ou descontinuadas, tal como a Pontiac.
Rumores de que os próprios executivos da empresa já consideravam utilizar-se da proteção da lei de falências norte-americana (rumores esses posteriormente desmentidos) levaram as ações da empresa a serem negociadas em 6 de março de 2009 nos valores mais baixos desde 1933, chegando a cair 94% no período de 12 meses.

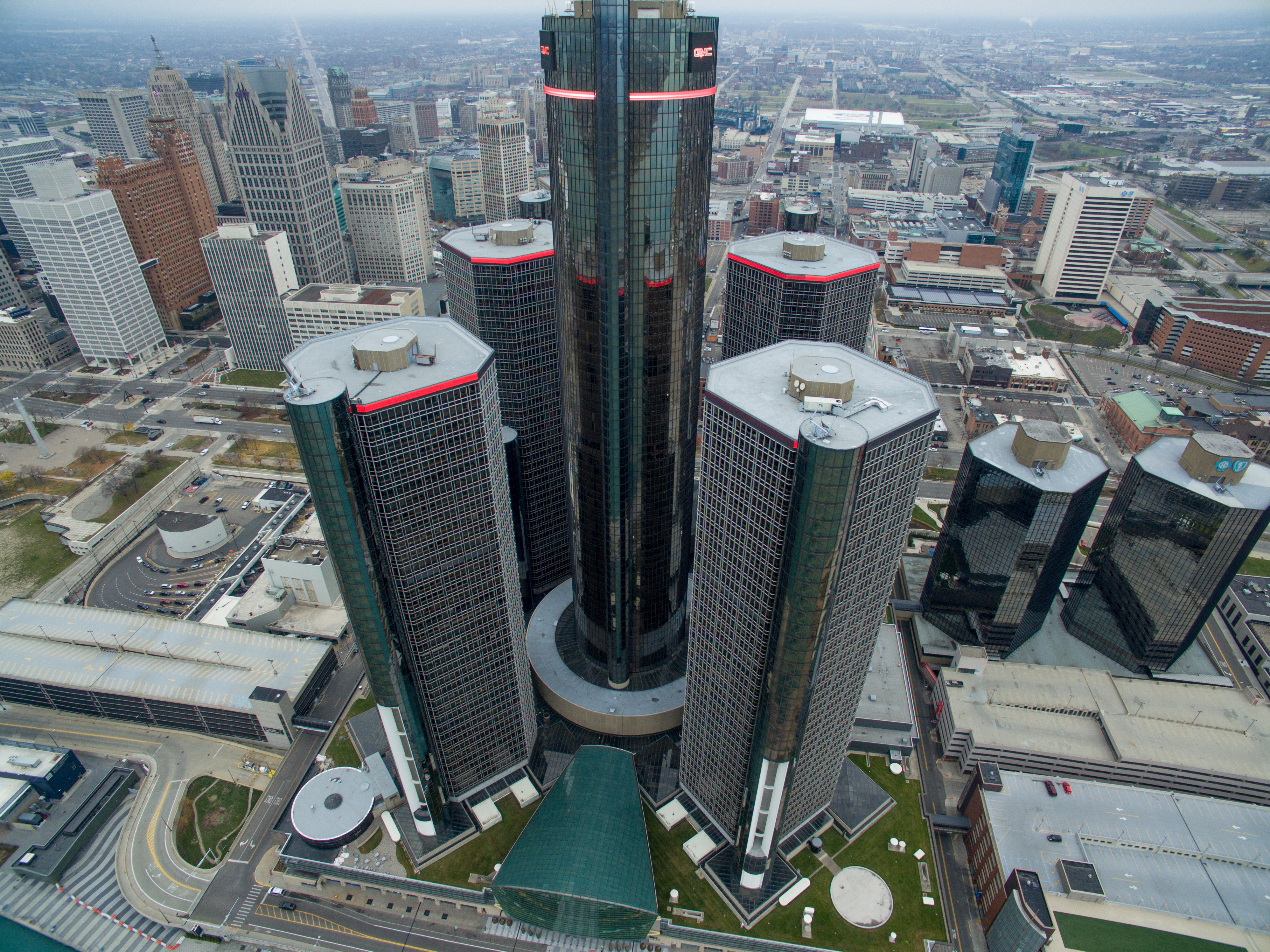
Renaissance Center, em Detroit.

Em 24 de abril de 2009, a GM recebeu 15,4 bilhões de dólares em empréstimos do Departamento do Tesouro dos Estados Unidos, dentro do programa TARP (Troubled Assets Relief Program). O TARP é o principal componente do pacote de medidas do governo americano para combate à Grande Recessão, e se destina a promover a compra de ativos e ações de instituições financeiras, visando fortalecer o setor. A GMAC (General Motors Acceptance Corporation), organização que presta serviços financeiros às várias divisões da GM no mundo e é parcialmente (49%) controlada pela GM, também recebeu empréstimos de cinco bilhões de dólares dentro do mesmo programa, ao mesmo tempo que a GM recebeu um bilhão de dólares adicional para aumentar sua participação na GMAC. A General Motors do Canadá, 100% controlada pela GM, recebeu a garantia de um empréstimo de C$3 bilhões dos governos do Canadá e da província de Ontário.
Ainda no mês de abril, em meio aos problemas financeiros e esforços de reestruturação, a GM anunciou que iria extinguir a marca Pontiac até o fim de 2010, e concentrar-se em quatro marcas na América do Norte: Chevrolet, Cadillac, Buick e GMC. Anunciou também que a venda das marcas Hummer, da Saab e da Saturn aconteceria até o fim de 2009. Alguns anos antes, a GM já havia eliminado a Oldsmobile pelas mesmas razões.
Em 1º de junho de 2009, a General Motors encaminhou pedido de proteção contra falência, baseado no Capítulo XI - Título XI do Código de Falências dos Estados Unidos - que permite a reorganização de empresas. Na mesma ocasião, apresentou um plano de ressurgir como uma organização menor e menos endividada em poucos meses.
Segundo o plano de reestruturação apresentado à Corte Federal em Manhattan, Nova York, a organização será dívida em duas: a "velha GM", que ficará com as dívidas e os activos de risco; e a "nova GM", muito menor que a actual, mas também muito menos endividada. O Tesouro norte-americano deverá realizar uma nova injecção de capitais públicos, estimada em 30 mil milhões (no Brasil, "bilhões") de dólares.
No pedido apresentado à Corte, foi especificado o valor dos ativos (US$ 82,29 bilhões) e das dívidas (US$ 172,81 bilhões) da organização. Em termos de valor total dos ativos envolvidos, a quebra da GM seria a quarta maior da história dos Estados Unidos, depois dos casos Lehman Brothers, Washington Mutual (ambos em 2008) e WorldCom Inc. (em 2006), e a maior da indústria americana.

## Lusofonia

### Portugal

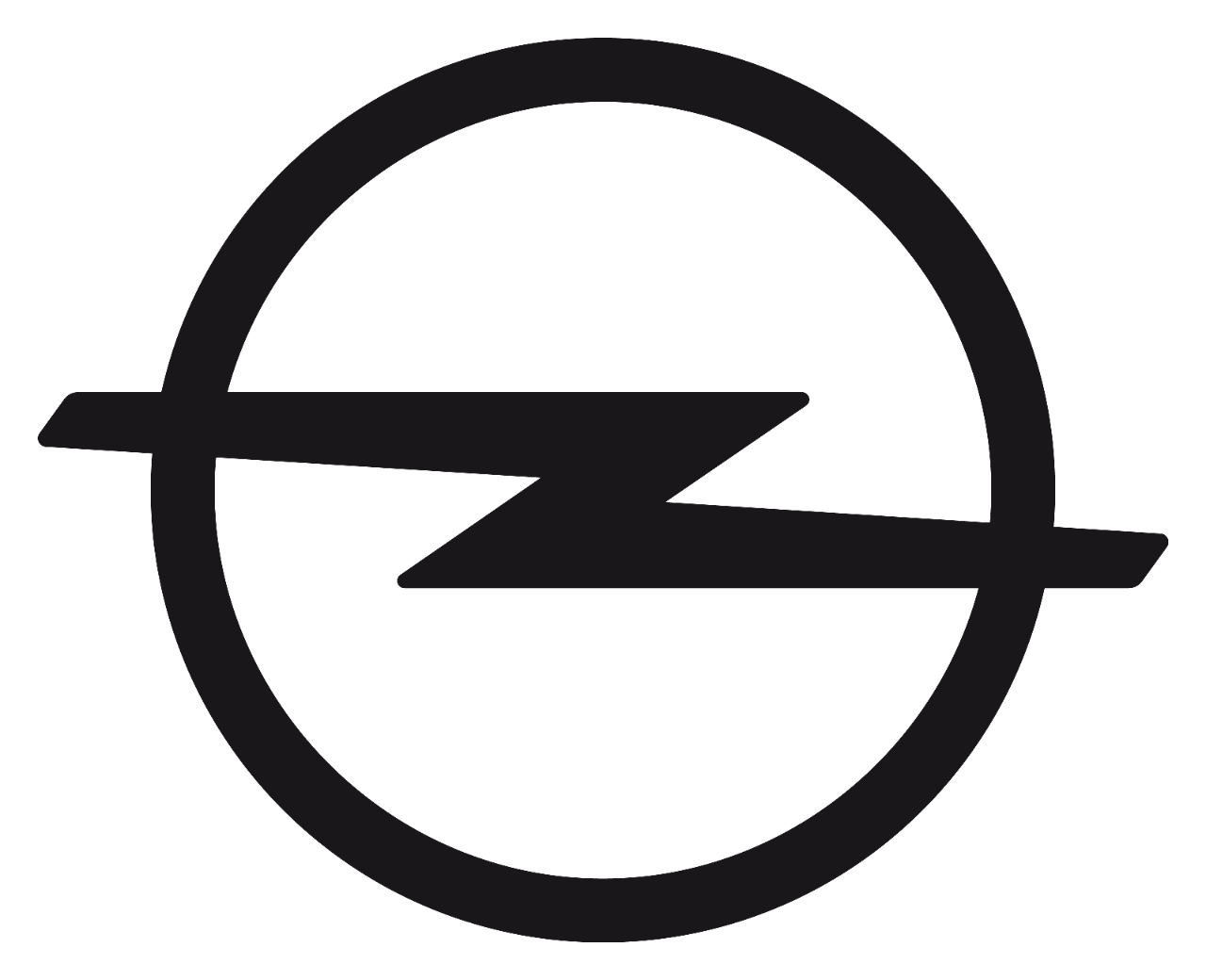
Logo da Opel

Em Portugal, foi instalada uma fábrica Opel do grupo General Motors em 1963, perto da Azambuja e aí ficou a laborar até 20 de dezembro de 2006, altura em que a produção dos automóveis do modelo Opel Combo foram deslocalizados para Saragoça. Esse encerramento provocou 1,1 mil desempregados diretos e 400 indiretos.

### Brasil

Logo da Chevrolet

A General Motors do Brasil (GMB) é a maior subsidiária da General Motors na América do Sul e a segunda maior operação fora dos Estados Unidos. A empresa foi fundada em 1925 e operada em casas alugadas, localizado no bairro histórico de Ipiranga, em São Paulo. Em 2015, completou 90 anos de operação no Brasil.
Sempre utilizando a marca Chevrolet no país, a General Motors foi líder de vendas no mercado brasileiro entre 2015 e 2018. O modelo Chevrolet Onix, fabricado em Gravataí (RS), ainda é o carro mais vendido no País, até janeiro de 2019. Apesar disso, Carlos Zarlenga, presidente da General Motors Mercosul, afirmou que a GM teve prejuízo significativo entre 2016 a 2018.
Em 18 de janeiro de 2019, Zarlenga comunicou que "investimentos e o futuro" do grupo na região dependem da volta da lucratividade das operações ainda este ano. O aviso foi entendido pelos trabalhadores como uma ameaça de deixar o Brasil.